# Малый Фонтан
Малый Фонтан (укр. Малий Фонтан) — село, относится к Подольский району Одесской области Украины.
Население - ↘736 человек. Население по переписи 2001 года составляло 916 человек. Почтовый индекс — 66383. Телефонный код — 4862. Занимает площадь 0,96 км². Код КОАТУУ — 5122981303.

## Транспорт
Через село проходит автодорога Подольск — Балта. Параллельно ей также проходит железнодорожная линия Подольск — Вапнярка, на которой вблизи северо-западной границы села находится узловая железнодорожная станция Побережье. Станция является частью развязки линии Подольск — Вапнярка и линии Борщи — Помошная.

## Местный совет
Местный совет: 66324, Одесская обл., Подольский район, с. Великий Фонтан, ул. Победы, 7.